# 1830年3月24日日食
1830年3月24日日食为一次在协调世界时1830年3月24日出現的日偏食。該次日食食分為0.5148。

## 概述
這次日食的食分是0.5148。

## 基本參數
- 類型：日偏食
- 食甚資料：
  - 日期：1830年3月24日
  - 時間：14時38分43秒
  - 地點：72S 48E
  - 食分：0.5148

## 外部連結
- NASA日食專頁（页面存档备份，存于）（英文）